# Петросаняк Галина Іванівна
Галина Іванівна Петросаня́к (1969, Черемошна, Верховинський район, Івано-Франківська область) — українська поетка, перекладачка, літературознавиця.

## Біографія
Вивчала  німецьку філологію.
З 1991 року — авторка текстів івано-франківських музичних формацій «Старий Станиславів» та «Rara avis».
Авторка збірок поезій «Парк на схилі» (1996), «Світло окраїн» (2000), «Спокуса говорити» (2008), «Політ на повітряній кулі» (2015), «Екзофонія» (2019). Вірш з першої збірки удостоєний Премії Бу-Ба-Бу «За найкращий вірш року».
Вела літературну студію при обласній організації Національної Спілки письменників України.
До 2016 року мешкала в Івано-Франківську. 
Перекладає з німецької мови. Серед перекладів — "Сонети до Орфея" Райнера Марії Рільке (2022), автобіографічний роман Александра Ґранаха «Ось іде людина» (2012), автобіографія Соми Морґенштерна «В інші часи. Юні літа у Східній Галичині» (2019), оповідання Ганса Коха (2016), роман Андре Камінського "Наступного року в Єрусалимі" (2021), роман Лео Перуца "Уночі під кам'яним мостом" (2024) та ін.
2022 з чотирьма українськими колегами розділила Літературну перекладацьку премію землі Північний Рейн-Вестфалія – Straelener Translation Prize. 
У 2001 році захистила кандидатську дисертацію на тему «Поетика художньої прози Йозефа Рота». Була стипендіаткою австрійського уряду.
У 2007 році стала лавреатом премії Губерта Бурди, що присвоюється у Німеччині східноєвропейським лірикам.
Вірші перекладалися французькою, німецькою, польською, англійською, російською та білоруською мовами.
Авторка книжки оповідань «Не заважай мені рятувати світ» (2019), роману "Вілла Анемона" й збірки есеїв "Наш сусід Альберт Гофман".
2022 у швейцарському видавництві Der gesunde Menschenversand вийшла збірка віршів "Exophonien" у перекладах німецькою мовою.
З 2016 року Петросаняк мешкає у Швейцарії. 

## Твори
- «Парк на схилі» (1996),
- «Світло окраїн» (2000),
- «Спокуса говорити» (2008).

- Музичний диск «Сестро» (2011) разом з Олександром Фразе-Фразенком.
- «Політ на повітряній кулі» (2015)
- «Екзофонія» (2019)
- «Не заважай мені рятувати світ» (2019)
- "Вілла Анемона" (2021)
- "Наш сусід Альберт Гофман" (2022).
- "Матриґан" (2024).